# 梅纳戈空军基地围困战
梅纳戈空军基地围困战是一场叙利亚内战期间的军事对抗，交战双方一边为叙利亚自由军（FSA）及其同盟的伊斯兰恐怖组织，另一方为叙利亚政府军。

## 背景
在持续数月的冲突未能推翻阿萨德政权之后，一些反对派武装开始改变战术，将矛头指向了叙利亚政府控制的军事基地。梅纳戈空军基地（Menagh air base）被叙利亚空军视为一个重要的空军基地，叙利亚空军利用这一基地压制该国北部的反对派武装，尤其是在阿勒颇。梅纳戈基地被叙利亚空军的直升机和战斗机用来轰炸反对派的阵地，而如果反对派如能夺取这一基地，将能确保反对派在叙利亚北部取得胜利。

## 战役经过

### 2012年
反对派针对这一基地的第一次进攻开始于阿勒颇之战爆发后的数周之后。叙利亚自由军（FSA）及關連武装组织在2012年8月2日对这一基地发动攻击，在行动中反对派武装使用了轻武器、火箭筒和5辆在阿纳丹战斗中夺取的坦克。
反对派在8月初的进攻被基地守军击退，而反对派指挥官声称他们将继续围困基地并最终“解放”它。
在12月27日夜间当地再次爆发激烈战斗，并持续了整夜。当时反对派武装再一次对被围困的基地发动进攻。叙利亚空军的米格战机针对基地外围的反对派进行轰炸，以试图减轻基地守军所面临的压力。

### 2013年
到了2013年1月，梅纳戈基地依旧被政府军坚守，尽管基地被反对派武装团团围住。政府軍利用直升机向基地補給武器和食物以及撤走伤员。但是，反对派武装获得了重武器後，政府军直升机被擊落的風險越來越大。此时反对派估计基地内仍有大约300名政府军。从基地中逃出的政府军变节者声称守軍面临的主要问题是食物短缺，政府军已经开始实行配给制度并被告知尽可能“物尽其用”。有部分士兵弄傷自己以试图脫离战场。
2月8日，在反对派武装攻入基地之后，叙利亚空军对基地部分地区进行轰炸，迫使这些反对派武装撤出基地。
4月28日，反对派的进攻再次被政府军击退，尽管在撤退之前反对派武装曾成功攻占基地部分地区。 在进攻中至少有15名反对派武装被击毙。
2013年5月5日，被反对派围困的政府军仍拒绝投降，反对派对梅纳戈基地发动了迄今为止规模最大的攻势。尽管反对派遭遇了政府军猛烈的空襲，在攻势中反对派武装还是成功夺取了多个政府军阵地和据点，并在基地内深入推进，还夺取了一辆政府军坦克。反对派武装声称一伙基地内的飞行员叛变并刺杀了基地的指挥官。这些变节的飞行员告诉反对派基地内还有大约200名政府军，这些人據守指挥部大楼并且有几辆坦克。由于害怕反对派武装的偷袭，很多士兵睡在坦克四周。
5月9日，据报道尽管反对派武装成功夺取了梅纳戈基地的部分区域，但迫于政府军的猛烈空袭，反对派武装还是被迫从基地内撤出。
5月28日，反对派的消息称政府军在梅纳戈基地进行了一次成功的空降补给行动。当时数千名叙利亚自由军和圣战者武装分子被调往西面对位于Afrin区的隶属于“人民保护组织”（Popular Protection Units）的库尔德武装分子发动进攻。政府军的这一补给行动为基地内的政府军提供了重要的军事和后勤补给。“人民保护组织”是库尔德民主联盟党旗下的军事组织，该组织在叙利亚的库尔德人聚居区与反对派武装和叙利亚政府军都相互敌对。
6月7日，反对派武装再次对梅纳戈基地发动进攻。在进攻中使用坦克炮击了基地内的指挥大楼。但这次进攻再次被政府军击退。在6月10日反对派武装再次发动进攻，在激战之后于次日占领了指挥大楼。 作为回击，政府军炮击了基地内的反对派控制区。 6月17日，反对派与一伙来自Nubbul和Zahra的亲政府武装分子发生交战，这伙亲政府武装正前往梅纳戈基地以增援基地内的政府军。
6月23日，叙利亚人权观察组织报道称反对派武装在梅纳戈基地内政府军控制区域引爆了一枚威力巨大的汽车炸弹，导致12名政府军丧生并炸毁基地内的多座建筑。据报道在汽车炸弹袭击之前反对派还使用了导弹攻击政府军的据点。

### 最后的进攻
8月5日，反对派武装发动了最后一次进攻，这次进攻由圣战者组织“伊拉克和黎凡特伊斯兰国”（ISIS）领导。当时基地内还有70到120名政府军残存，这些政府军坚守着基地内的一小片区域。这起进攻开始于一起自杀式袭击，当时两名自杀式袭击者（其中一人来自沙烏地阿拉伯）驾驶一辆装甲运兵车径直冲向基地的指挥中心并随后引爆了车上的炸药，炸毁了指挥中心并炸死了一些守軍，倖存的守軍四散逃离。但是零星的战斗仍持续至次日早上，之后反对派武装完全控制了基地。
在最后的冲突中，有32名政府军和至少19名反对派武装丧生。 在当天早上，有10名政府军叛变，并声称他们试图刺杀基地指挥官但最后失败了。基地指挥官最后在试图与他的部下撤退时被俘。
大约70名在战斗中撤出基地的政府军，连同两辆坦克在次日向位于基地以西15公里处的Afrin地区的库尔德武装组织投降。